# Ouse
Ouse (IPA: [u:z]) – rzeka w Wielkiej Brytanii, płynąca w północno-wschodniej Anglii na terenie hrabstw North Yorkshire i East Riding of Yorkshire. Stanowi przedłużenie rzeki Ure (źródła w Górach Pennińskich), która przyjmuje nazwę Ouse kilka kilometrów za ujściem do niej rzeki Swale. Długość rzeki wynosi ok. 72 km. Ouse płynie w kierunku południowo-wschodnim, po połączeniu z rzeką Trent tworzy estuarium Humber. Największe miasto leżące nad Ouse to York.
Głównym dopływem jest Aire (prawostronny).